# طوطی‌سهره دم‌سنجاقی
طوطی‌سهره دم‌سنجاقی (نام علمی: Erythrura prasina) نام یک گونه از سرده طوطی‌سهره است.